# Thibaudia moricandii
Thibaudia moricandii là một loài thực vật có hoa trong họ Thạch nam. Loài này được Dunal miêu tả khoa học đầu tiên năm 1839.